# کرمل مایرز
کرمل مایرز (انگلیسی: Carmel Myers؛ ۴ آوریل ۱۸۹۹ – ۹ نوامبر ۱۹۸۰) یک هنرپیشه اهل ایالات متحده آمریکا بود.

## فیلم‌شناسی
از فیلم‌هایی که وی در آن نقش داشته است، می‌توان به نمایش نمایش‌ها و نابردباری اشاره کرد.